# Alan Rudolph
Alan Steven Rudolph (Los Angeles, 18 dicembre 1943) è un regista e sceneggiatore statunitense.

## Filmografia
- Premonition (1972)
- Nightmare Circus (1974)
- Welcome to L.A. (1976)
- Ricorda il mio nome (Remember My Name) (1978)
- Roadie - Le strade del rock (Roadie) (1980)
- L'esperimento (Endangered Species) (1982)
- Return Engagement (1983)
- Songwriter - Successo alle stelle (Songwriter) (1984)
- Choose Me - Prendimi (Choose Me) (1984)
- Stati di alterazione progressiva (Trouble in Mind) (1985)
- Accadde in paradiso (Made in Heaven) (1987)
- Moderns (The Moderns) (1988)
- Un amore passeggero (Love at Large) (1990)
- L'ombra del testimone (Mortal Thoughts) (1991)
- Equinox (1993)
- Mrs. Parker e il circolo vizioso (Mrs. Parker and the Vicious Circle) (1994)
- Afterglow (1997)
- La colazione dei campioni (Breakfast of Champions) (1999)
- Trixie (2000)
- Sesso ed altre indagini (Investigating Sex) (2001)
- The Secret Lives of Dentists (2002)
- Ray Meets Helen (2017)